# Каргалинская
Каргали́нская (чечен. Кхара-Кхаьлла, а также Каргалински) — станица в Шелковском районе Чеченской Республики. Образует Каргалинское сельское поселение.

## География
Расположена в 5 километрах к западу от реки Терек (по прямой), в 31 километре к северо-востоку от районного центра станицы Шелковской (по дороге), в 102 километрах от Грозного (по дороге), на трассе Грозный—Кизляр. Через станицу также проходит железнодорожная линия Моздок—Кизляр (железнодорожная станция Каргинская).
Ближайшие станицы: на северо-востоке — Дубовская, на юго-западе — Курдюковская.
Восточнее станицы, на Тереке, уже на территории Дагестана, расположен Каргалинский гидроузел, который, находясь на стыке границ Шелковского района Чечни, Кизлярского и Бабаюртовского районов Дагестана, обеспечивает поливной водой 4 района в двух республиках (Шелковской в Чечне, Кизлярский, Ногайский и Тарумовский в Дагестане).

## История
Станица Каргалинская основана в 1735—1736 годах, одновременно со станицами Бороздиновской и Дубовской. В данных станицах было размещено Терско-Семейное казачье войско, составленное из донских казаков, переселённых на реку Сулак, в крепость Святого Креста, Петром I во время Персидского похода 1722—1723 годов. В 1735 году был заключён Гянджинский договор между Россией и Персией, по которому граница Российской империи отодвигалась на Терек, а крепость Святого Креста должна быть срыта. Таким образом, донцы из крепости были поселены тремя станицами на берегу Терека, ниже гребенских станиц по течению реки.
Каргалинская считалась одним из центров старообрядчества на Тереке.
Первоначально станица располагалась на правом берегу реки Терек. Но из-за частых подтоплений была перенесена на левый берег. В 1914 году в районе станицы произошел катастрофический прорыв реки Терек. В результате река поменяла своё течение и образовала новый рукав Каргалинку или Каргалинский прорыв (в настоящее время употребляется название Новый Терек). Со временем бо́льшая часть воды стала проходить по новому руслу, а старое в результате заиления и поднятия дна стало отмирать. Впоследствии как раз в вершине Каргалинского прорыва был построен Каргалинский гидроузел.
С марта 1946 года по 1 февраля 1963 года станица была центром Каргалинского района Грозненской области, а затем ЧИАССР.

## Население
| 1878  | 1883  | 1926  | 1959  | 1970  | 1990  | 2002  |
| ----- | ----- | ----- | ----- | ----- | ----- | ----- |
| 1475  | ↗2279 | ↘2201 | ↗5107 | ↘4828 | ↗5036 | ↗5359 |
| 2010  | 2012  | 2013  | 2014  | 2015  | 2016  | 2017  |
| ↘4181 | ↗4362 | ↗4430 | ↗4481 | ↗4575 | ↗4632 | ↗4721 |
| 2018  | 2019  | 2020  | 2021  | 2023  | 2024  |       |
| ↗4791 | ↗4890 | ↗4977 | ↗5234 | ↗5320 | ↗5376 |       |

Национальный состав
| Национальность | 1970           | 2002           | 2010           |
| -------------- | -------------- | -------------- | -------------- |
| Чеченцы        | 530 (10,98 %)  | 4269 (79,66 %) | 3854 (92,18 %) |
| Русские        | 4011 (83,08 %) | 474 (8,84 %)   | 147 (3,52 %)   |
| Кумыки         | 69 (1,43 %)    | 122 (2,28 %)   | 107 (2,56 %)   |
| Ногайцы        | 19 (0,39 %)    | 90 (1,68 %)    | 41 (0,98 %)    |
| Аварцы         | 23 (0,48 %)    | 189 (3,53 %)   | 7 (0,17 %)     |
| Другие         | 176 (3,65 %)   | 215 (4,01 %)   | 25 (0,60 %)    |
| Всего          | 4828 (100 %)   | 5359 (100 %)   | 4181 (100 %)   |

## Галерея

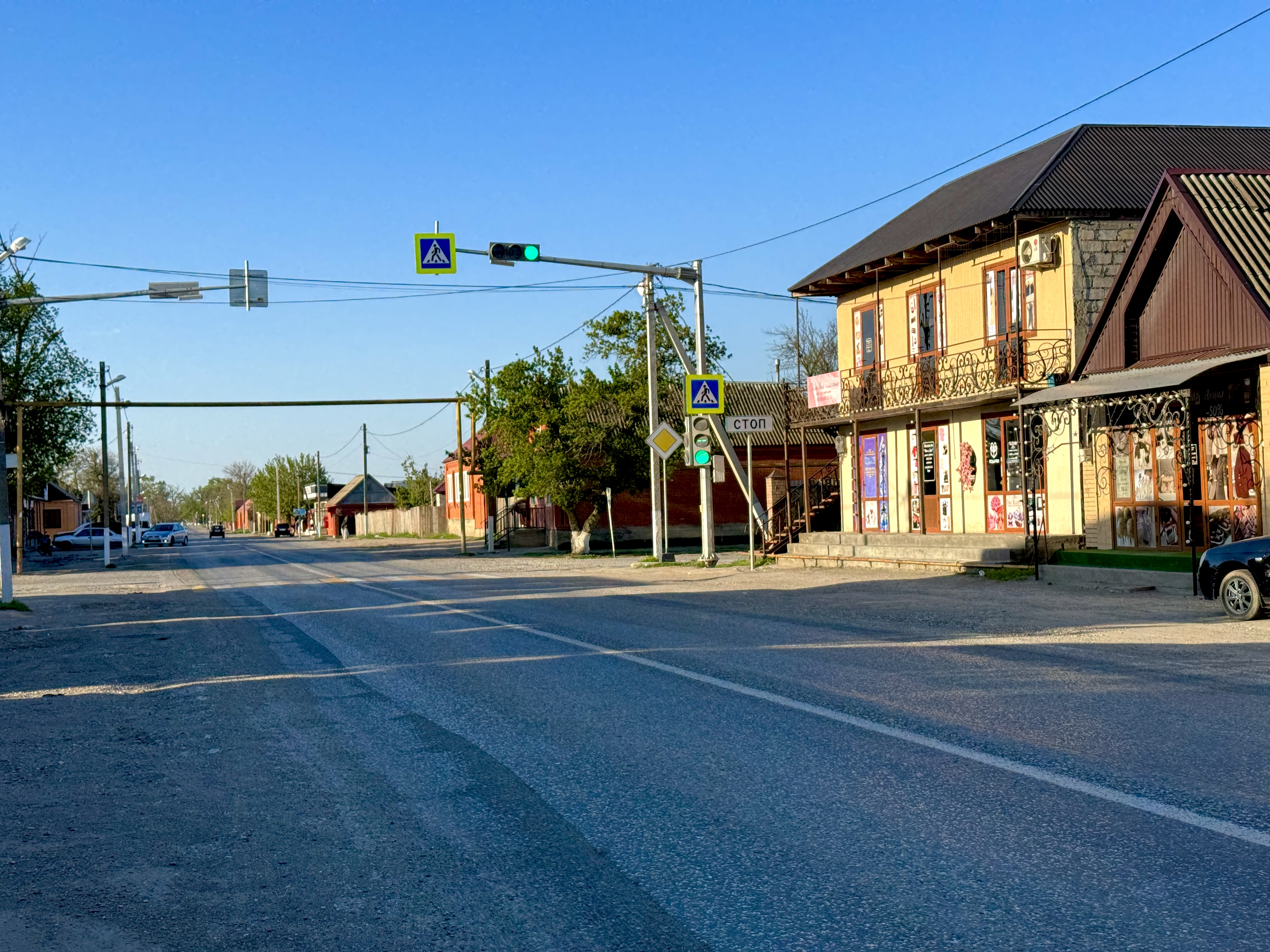
В центре
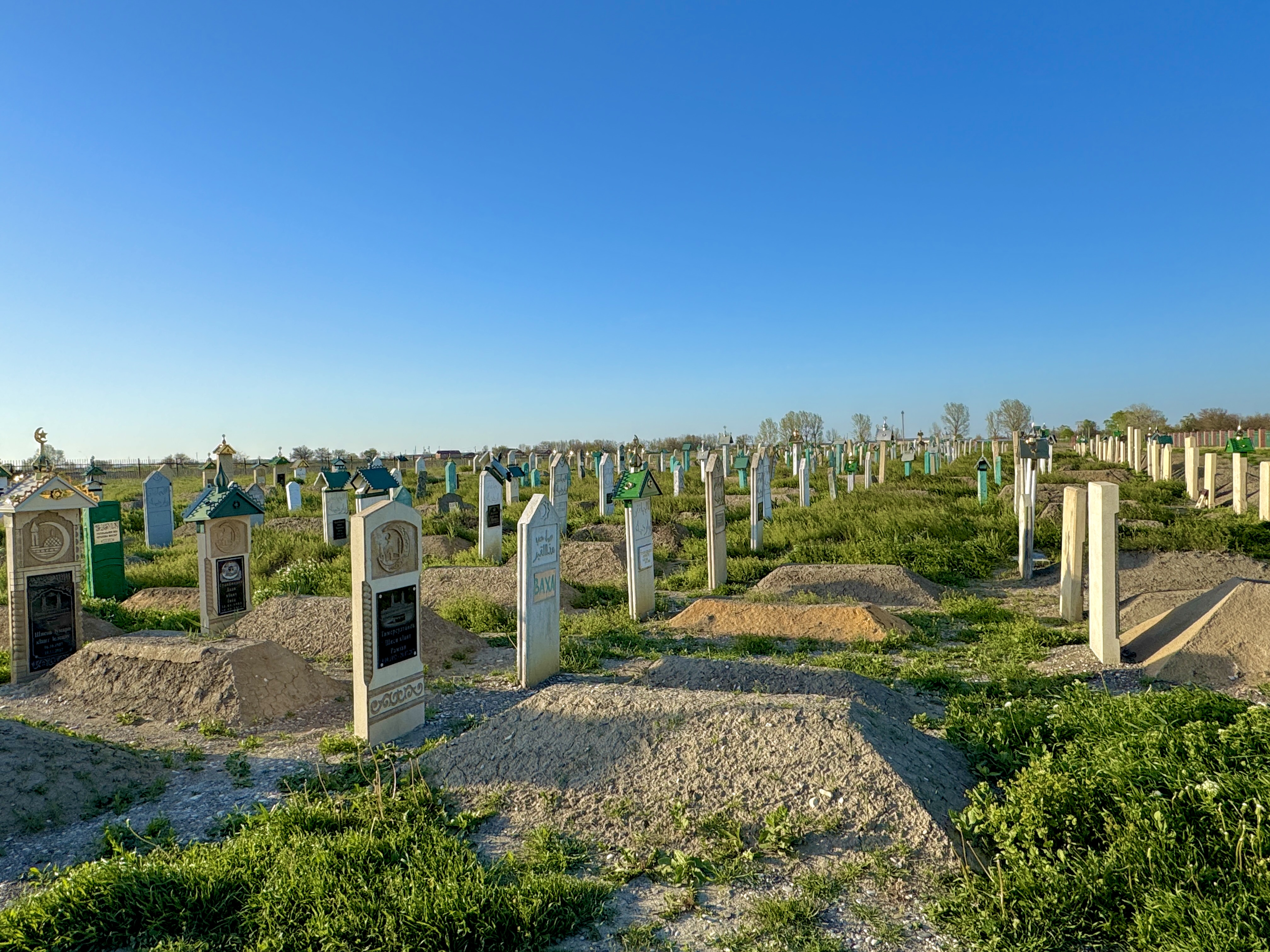
Чеченское кладбище в Каргалинской